# Phoma herbarum
Phoma herbarum är en lavart som beskrevs av Westend. 1852. Phoma herbarum ingår i släktet Phoma, ordningen Pleosporales, klassen Dothideomycetes, divisionen sporsäcksvampar och riket svampar.   Inga underarter finns listade i Catalogue of Life.